# Vigarano Mainarda
Vigarano Mainarda är en ort och kommun i provinsen Ferrara i regionen Emilia-Romagna i Italien. Kommunen hade 7 583 invånare (2018).